# Lithosmylidia parvula
Lithosmylidia parvula là một loài côn trùng thuộc bộ Neuroptera. Loài này được Riek miêu tả năm 1955.